# 御溫泉渡假村
22°14′58″N 113°11′47″E / 22.249561°N 113.196409°E
御温泉渡假村位於中華人民共和國廣東省珠海市斗門區斗門鎮南門村的北部，是一家以綠色生活及環保為主題的溫泉度假村。

## 歷史
御溫泉當地原來是一片禾田。根據當地村民述說，那一片禾田的產量一直都很差。有一天，禾田突然下陷，並且冒出熱水，掉下去的耕牛還被熱水燙死了。不過當時村民並不知道那就是溫泉，只是把那個突然冒出來的熱水泉口稱作“熱水湖”。到了1990年代，才有人告知他們那其實是溫泉，並根據當地名稱取名為斗門溫泉。
現時的御溫泉渡假村是1999年興建的。根據度假村的員工介紹，度假村原來只有溫泉的部份，一年後才有酒店住宿設備。現時度假村旁還有約一半的用地未開發，可以在普通房的窗戶望見。

## 設備
- 露天及室內溫泉
  - 當中最大的露天溫泉取名為“毓祥泉”，以紀念陳毓祥為宣示釣魚台列島的主權而犧牲[2]。
- 推拿及按摩 (另外收費)
- 仿唐(仿日式)住宿
  - 度假村的房間分為普通房和VIP房兩種：普通房為一般房間，VIP房是雙層複式單位。不論是普通房或VIP房皆採用仿唐式設計，採用矮身的家具，但房間內另有升高的木坑和整套茶具。床舖是接疊式的，可以致電服務櫃臺安排代為舖床。
- 中西食飾及卡啦OK
- 小型書店及紀念品、小賣部

## 鄰近配套
由於度假村的市場定位以港澳居民為目標客人，所以度假村內的價格水平亦以港澳地區的物價作比照。不過其實在度假村和南門村之間亦有多家小型的食店。另外，距離度假村一個公車站的南門村除了有不少特色食店，如清真蘭州麵食、地方海產，在夏天時南門村對面還有草莓採摘場開放。
此外，由於南門村及斗門鎮其他地方本身亦有其他旅遊及文化設備，都可作為度假村的補足。詳見斗門鎮其他旅遊景點。

## 交通
可從斗門區的井岸鎮乘坐510路到達總站，或402路公車在御溫泉的公車站下車，然後步行前往度假村。另外，度假村亦有穿梭旅遊車從九洲港及拱北接送旅客。

## 其他
在Google Maps裡，度假村及所在的南門村的衛星圖與地圖有一段約數公里的位移，而且地圖只標示主要道理，並沒有鄰近設施及學校的標示。若用戶從衛星圖找尋，換回地圖時會走位。